# Sumartin
Sumartin je vesnice se 482 obyvateli na břehu východní části chorvatského ostrova Brač. Spadá pod opčinu Selca. Z jeho přístavu vyplouvají trajekty do turistického centra Makarska na pevnině.

## Historie

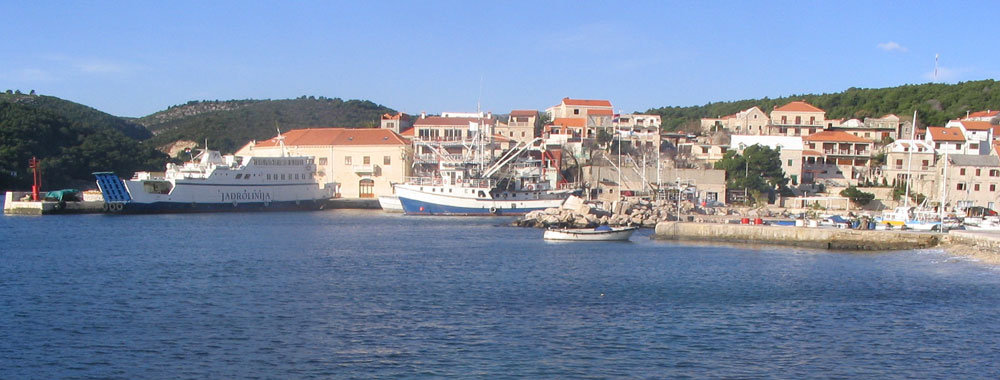
Sumartin

Lokalita současného přístavu byla osídlena v 17. století a nazývala se Sitno. Podle patrona obce, sv. Martina, a podle vzoru jmen dalších obcí na Brači Supetar a Sutivan, bylo Sitno přejmenováno na konci 19. století na Sumartin.

## Památky
- Kostel sv. Martina postavený v letech 1911–1913